# Elisabeta de Aragon
Elisabeta de Aragon sau  Elisabeta a Portugaliei, (1271 – 4 iulie  1336; Elisabet în catalană, Isabel în aragoneză, portugheză și spaniolă), a fost regină consort a Portugaliei și venerată ca sfântă a Bisericii Romano-Catolice. Elisabeta de Aragon a fost beatificată în 1521 și canonizată în 1625.

## Biografie

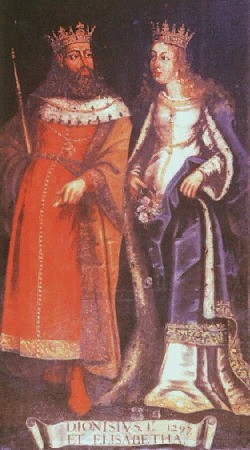
Regele Denis al Portugaliei, Rei Lavrador, și regina Elisabeta a Portugaliei

Căsătoria ei cu regele Denis al Portugaliei a fost aranjată în 1281 când ea avea 10 ani și a primit ca zestre orașele Óbidos, Abrantes și Porto de Mós. Abia în 1288 nunta a avut loc, când Denis avea 26 de ani în timp ce Elisabeta 17. Denis, poet și om de stat, cunoscut ca Rei Lavrador (Regele Agricultor), pentru că a plantat o pădure mare de pini în aproapiere de Leiria pentru a preveni degradarea solului care amenința regiunea.
Elisabeta urmărea în liniște practicile religioase regulate în tinerețe și s-a dedicat celor săraci și bolnavi. 
Elisabeta și Denis au avut doi copii:
- Constance (3 ianuarie 1290 – 18 noiembrie 1313), care s-a căsătorit cu regele Ferdinand al IV-lea al Castiliei
- Afonso (8 februarie 1291 – 28 mai 1357), care mai târziu a devenit regele Afonso al IV-lea al Portugaliei.